# Мустафа Нам
Мустафа Нам (фр. Moustapha Name, нар. 5 травня 1995, Дакар) — сенегальський футболіст, півзахисник кіпрського клубу «Пафос». На умовах оренди грає за румунський клуб «ЧФР Клуж».

## Клубна кар'єра
У дорослому футболі дебютував 2016 року виступами за команду «Дуан» (Дакар), в якій провів два сезони.
2018 року перебрався до Франції, де продовжив ігрову кар'єру у третьоліговому клубі «По». Протягом двах сезонів був серед гравців основного складу команди з По.
Влітку 2020 року став гравцем клубу «Париж», представника Ліги 2.

## Виступи за збірну
2020 року дебютував в офіційних матчах у складі національної збірної Сенегалу.
Був у заявці збірної на Кубок африканських націй 2021 року, що проходив на початку 2022 року в Камеруні. На цьому турнірі залишався резервним гравцем і на поле не виходив, а його команда уперше у своїй історії стала континентальним чемпіоном.

## Титули і досягнення
- Володар Кубка Кіпру (1):

«Пафос»: 2023-24
- Володар Кубка Румунії (1):

ЧФР Клуж: 2024-25
Збірні
- Володар Кубка африканських націй (1):

2021